# Startrampe.net
STARTRAMPE.NET war ein Informations- und Kommunikationsportal für Querschnittgelähmte und Menschen, die im Rollstuhl unterwegs sind. Der gleichnamige Verein verfolgte einerseits das Ziel, nützliche Informationen für Patienten und Angehörige zu geben. So bot er, u. a. durch Ärzte des BUKH (Berufsgenossenschaftliches Unfallkrankenhaus Hamburg) in den Expertenchats, ein breites Spektrum an fundiertem medizinischem Fachwissen. Andererseits ermöglichte und förderte er einen Dialog zwischen Querschnittgelähmten und anderen Interessenten. Abgeschaltet wurde die Plattform im Januar 2017.

## Entstehung
Der Verein STARTRAMPE.NET e.V. mit Hauptsitz in Hamburg wurde am 5. März 1999 von dem bis heute aktiven Ehrenvorsitzenden Florian Seelmann-Eggebert (Sohn von Rolf Seelmann-Eggebert) gegründet. Seit einem Sportunfall während seines Studiums ist Florian Seelmann-Eggebert hochquerschnittgelähmt und auf einen Rollstuhl angewiesen.

## Die Plattform
Die Internetplattform ist in drei Hauptbereiche aufgeteilt. Erstens bietet sie ihren Besuchern Informationen, wie beispielsweise ein Lexikon, Reportagen und Expertenberichte. Zweitens stellt sie Foren, Pinnwandeinträge und Chatfunktionen bereit. Im Jahr 2000, ein Jahr nach dem Einrichten des Portals, gab es 1.200 registrierte Mitglieder, über 40.000 Besucher und etwa 400.000 Seitenabrufe im Monat. Derzeit (Stand Oktober 2012) sind etwa 6.700 Mitglieder angemeldet.
Beratender Arzt von startrampe.net und einer der Ansprechpartner im Expertenchat ist der Leiter des Querschnittgelähmtenzentrums des BUK Hamburg und Vizepräsident Medizin des Deutschen Behindertensportverbandes, Roland Thietje.

## Rezeption
Durch einen Werbespot von Springer & Jacoby gewann die Plattform an Aufmerksamkeit. Auch das ZDF berichtete über den Verein und seinen Initiator. Florian Seelmann-Eggebert am 4. Dezember 2004 das Bundesverdienstkreuz am Bande verliehen. Öffentlichen Zuspruch gab es von Wolfgang Schäuble und Ulrich Wickert.

### Petition
Im Dezember 1999 veröffentlichte der Verein STARTRAMPE.NET eine viel diskutierte Petition. Der Begründer Florian Seelmann-Eggebert forderte: „Weg mit den Online-Gebühren für Schwerbehinderte in Deutschland“. Der Mangel an Bewegungsfreiheit führe häufig zu einem Verlust von sozialen Kontakten. Das Internet sei für viele Betroffene mit geringen finanziellen Mitteln das Tor zur Welt und solle deshalb für ebendiese kostenfrei zugänglich sein.